# Castillo de Elcho
El castillo de Elcho se encuentra situado casi en la orilla sur del río Tay aproximadamente a 6 km (4 mi) de Perth. Es una casa-torre de planta en Z rodeada por una muralla con torres en las esquinas. El castillo actual se construyó a finales del siglo XVI sobre otra construcción más antigua y es uno de los mejores ejemplos de edificios de su época y estilo de Escocia. 
El clan Wemyss aún es dueño del castillo, aunque no ha sido habitado en los últimos 200 años. A pesar de ello se encuentra en muy buen estado de conservación (aunque algunos techos han cedido) y puede ser visitado en su mayor parte. De su mantenimiento se encarga Historic Scotland, que cobra una entrada para poder visitarlo.
Cerca del castillo se ha replantado un huerto de frutales con diversas variedades de perales, manzanos y ciruelos y también se puede visitar un palomar del siglo XVI.

## Historia

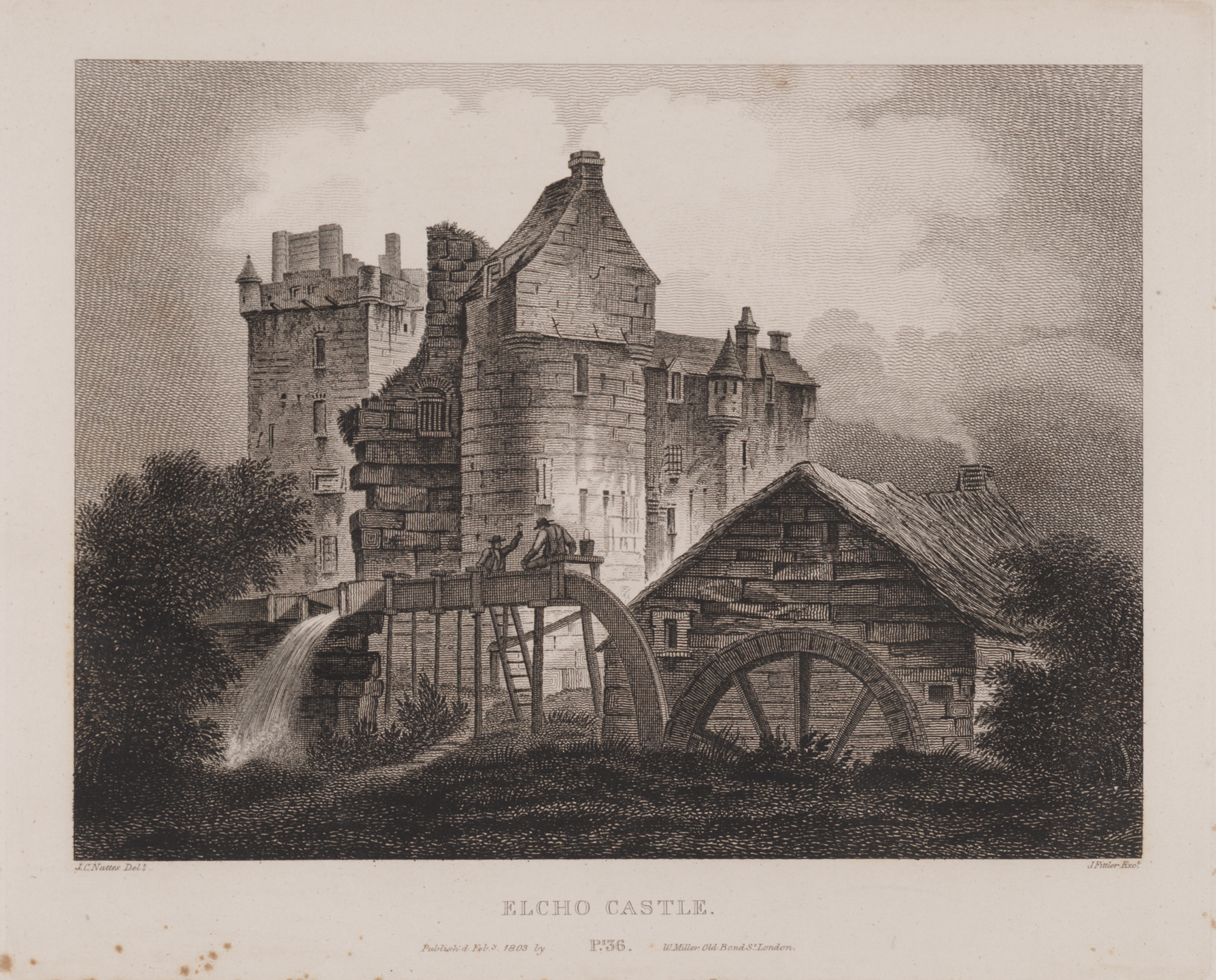
Grabado del castillo de Elcho de James Fittler publicado en Scotia Depicta en 1804.

Los orígenes del castillo de Elcho no se conocen, aunque es posible que William Wallace hubiera encontrado refugio en algún tipo de construcción defensiva levantada en ese emplazamiento. Verdad o no, nada queda que pruebe la existencia de un castillo o fortificación en ese lugar anterior al castillo actual.
Las primeras referencias son de 1429, cuando Sir David Wemyss y HUgh Fraser of Lovat hicieron un pacto en Elthok. Más tarde, en 1501, sir John Wemyss se refire a "mi casa en Elchok". En esa época, cerca del castillo se levantaba un convento de monjas cistercienses fundado a principios del siglo XIII. Alrededor de 1550 el convento tenía problemas económicos y sir John Wemyss no dudó en ayudar, recibiendo el título hereditario de magistrado municipal.
El edificio actual se levantó alrededor de 1570. Se presume la fecha de construcción por una factura de un comerciante local a cuenta de un trabajo de forja que se cree fueron las rejas de las ventanas.
Posteriormente, en 1633, el cabeza de familia fue nombrado Lord Elcho y Conde de Wemyss. La familia cayó en desgracia tras la batalla de Culloden en 1746 después de que David, Lord Elcho se aliara con el bando perdedor. David sobrevivió pero huyó a Francia. La familia siguió teniendo el castillo y las tierras, pero en 1781 se mudaron a la finca Gosford en East Lothian.
Durante la mayor parte de su historia, el castillo Elcho se componía de la impresionante casa-torre, el patio amurallado y algunos grupos de edificios al sur. Muy poco de estos edificios sobreviven hoy día. En 1830, el 8° Conde de Wemyss cambió el tejado de la torre y demolió la mayoría de los edificios aledaños, cuyos materiales se usaron en la construcción de la casa, cosa que hace pensar que el castillo siempre fue así. El 11° Conde de Wemyss cedió el castillo al estado en 1929 y hoy se encuentra al cargo de Historic Scotland.

## Estructura
La planta baja es principalmente defensiva. Solo hay una entrada, en la esquina entre la torre principal y la de la escalera y la aproximación está cubierta por bastantes de las 17 aspilleras que rodean el castillo. Las ventanas son pequeñas y fuertemente protegidas. casi todo el espacio interior se dedica a la cocina, con unos hornos y chimenea impresionantes, y otros almacenes.
La parte más importante del castillo es el primer piso. A él se accede por una escalinata en curva que no tiene nada que envidiar a las de otros castillos más grandes y lujosos. Casi todo el primer pso se dedica al gran salón, donde se organizaban todas las celebraciones de carácter público. Detrás del salón, junto a la puerta que da a la escalera de servicio también da paso al dormitorio principal.
En estas dos habitaciones, y en otras de las plantas superiores, aún es posible ver parte de la decoraciones de escayola en las paredes.
El castillo tiene dos pisos más, aunque solo el segundo está completo. Estos pisos están conectados por no menos de tres escaleras en espiral.
En el tejado, el castillo vuelve a ser la fortificación defensiva de la planta baja. Las almenas y las torres dan un aspecto amenazador al castillo aunque, en la actualidad, dan la oportunidad de apreciar la posición estratégica del castillo a la orilal del río Tay.

## Galería de Fotos

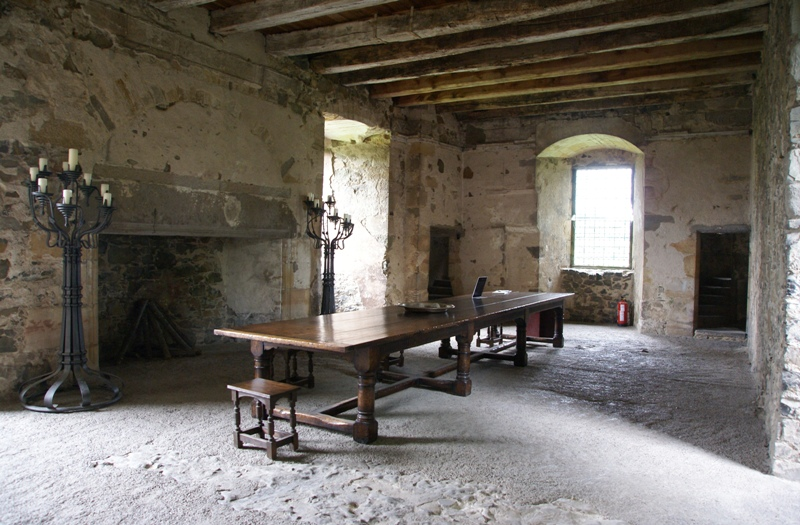
Gran salón
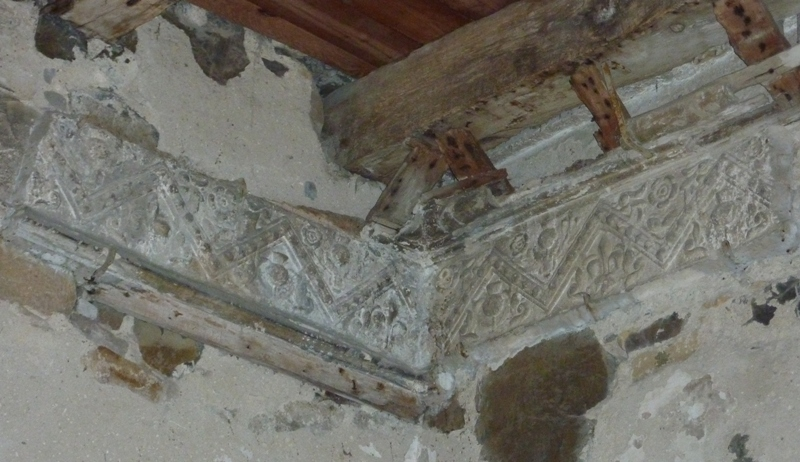
Detalle de la decoración de escayola
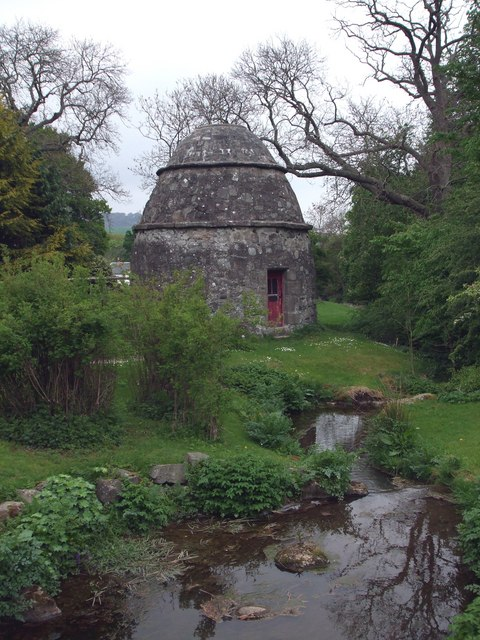
Palomar
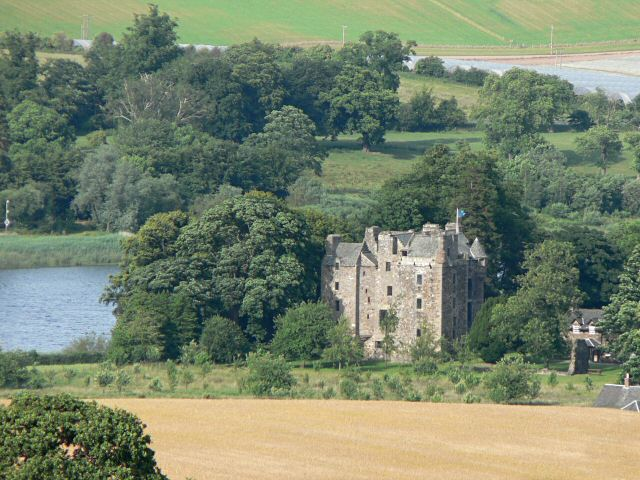
El castillo al lado del río Tay